# .sl
.sl為塞拉利昂國家及地區頂級域（ccTLD）的域名。該域名於1997 年 5 月 9 日啟用。人們可以申請註冊.sl的二級域名。實際上使用該域名的網站並不多。

## 外部連結
- IANA .sl whois information（页面存档备份，存于）
- .sl domain registration website